# Aleksandr Rodímtsev
Aleksandr Ilich Rodímtsev (en ruso: Александр Ильич Родимцев; Scharlyk, gobernación de Oremburgo, 23 de febrerojul./ 8 de marzo de 1905greg. - Moscú, 13 de abril de 1977) fue coronel general del Ejército Rojo durante la Segunda Guerra Mundial. Fue condecorado dos veces con el título de Héroe de la Unión Soviética (en 1937 y 1945) y recibió tres órdenes de Lenin, además fue Ciudadano de Honor de las ciudades de Volgogrado (1970), Kirovogrado y Poltava.

## Biografía

### Infancia y juventud
Aleksandr Rodímtsev nació el 8 de marzo de 1905 en el pueblo de Mikhailovskoye, ahora el pueblo de Sharlyk, raión de Sharlyk, Gobernación de Oremburgo, en el seno de una familia campesina pobre. Su padre murió cuando aún era muy joven por lo que tuvo que trabajar como peón, para ayudar a la maltrecha economía familiar, a partir de 1921 trabajó en un taller de zapatero.

### Periodo de entreguerras
En septiembre de 1927, fue reclutado en las filas del Ejército Rojo, después de lo cual sirvió como soldado del Ejército Rojo en el 28.º batallón de convoyes de infantería de las tropas de la OGPU de la URSS.
En 1929 se incorporó al Partido Comunista —en esa época conocido como Partido Obrero Socialdemócrata de Rusia (bolchevique)—. En septiembre del mismo año, fue enviado a estudiar en el departamento de caballería de la Escuela Militar Unida que lleva el nombre del Comité Ejecutivo Central de toda Rusia en Moscú, después de lo cual en marzo de 1932 fue enviado al 61.º Regimiento de Caballería (36 ° División de Caballería, Distrito Militar de Moscú), donde sirvió como comandante de un pelotón de caballería, un pelotón de escuela de regimiento y un escuadrón.
En septiembre de 1936, luchó en la Guerra civil española de 1936 a 1937 como asesor del lado de la República con el apodo de "Pablito", al igual que los mariscales soviéticos Vóronov, Malinovski y Rokossovski. Combatió en la 9.ª Brigada Mixta y luego en la 11.ª División. En 1937 fue el asesor soviético clave en la batalla de Guadalajara, en la que los republicanos españoles hicieron huir a los cuerpos expedicionarios de Mussolini. Al concluir su participación en esta guerra se le condecoró por primera vez como Héroe de la Unión Soviética y dos órdenes de la Bandera Roja. Después de regresar a la URSS, el teniente primero Rodimtsev recibió el grado militar de mayor. En septiembre de 1937, fue nombrado comandante del 61.º Regimiento de Caballería.
En enero de 1938, fue enviado a estudiar a la Academia Militar Frunze del Ejército Rojo, después de graduarse en mayo de 1939 fue nombrado subcomandante de la 36.º División de Caballería (Distrito Militar de Bielorrusia). Como parte de ella, participó en la ocupación de Polonia tras el pacto germano-soviético en septiembre de 1939, y en enero-marzo de 1940, en la guerra soviético-finlandesa. En el mismo año fue enviado a estudiar en la facultad operativa de la Academia Militar del personal de mando y navegación de la Fuerza Aérea del Ejército Rojo, tras lo cual en mayo de 1941 fue nombrado comandante de la 5.ª Brigada Aerotransportada (3.º Cuerpo Aerotransportado, Distrito Militar de Kiev) estacionado en Pervomaisk.

### Segunda Guerra Mundial
Al inicio de la guerra, continuaba al mando de la 5.º Brigada Aerotransportada. La brigada bajo el mando de Rodimtsev participó en las batallas fronterizas en el oeste de Ucrania en el frente suroeste. A finales de julio de 1941, fue trasladada al área de Darnitsa cerca de Kiev, donde durante la Batalla de Kiev libró feroces batallas en las afueras de Kiev durante casi un mes. En septiembre, la brigada de Rodimtsev fue rodeada, libró batallas defensivas en el río Seim y en la estación de Putivl y finalmente consiguió abrirse paso fuera del cerco con parte de su brigada.
A finales de octubre, el 3.º Cuerpo Aerotransportado se transformó en la 87.ª División de Fusileros, y el coronel Rodimtsev fue nombrado su comandante. Por la retirada bien organizada de la división hacia el este, el coraje y la valentía de los soldados y comandantes en la lucha por el municipio de Tim y Shchigry, la división se transformó en la 13.º División de Fusileros de la Guardia, el 27 de marzo de 1942, y recibió La Orden de Lenin, el propio comandante de la división, Rodimtsev, recibió la Orden de la Bandera Roja.
En el verano de 1942, la división libró fuertes combates durante la segunda batalla de Járkov y luego se retiró en la dirección de Veydelevka, Kantemirovka y Vyoshenskaya. Después de recibir refuerzos a mediados de septiembre, la división fue transferida al 62.º Ejército, al mando del teniente general Vasili Chuikov, perteneciente al Frente Sudeste (Andréi Yeriómenko) tras lo cual fue enviada como refuerzo a Stalingrado.

#### Batalla de Stalingrado

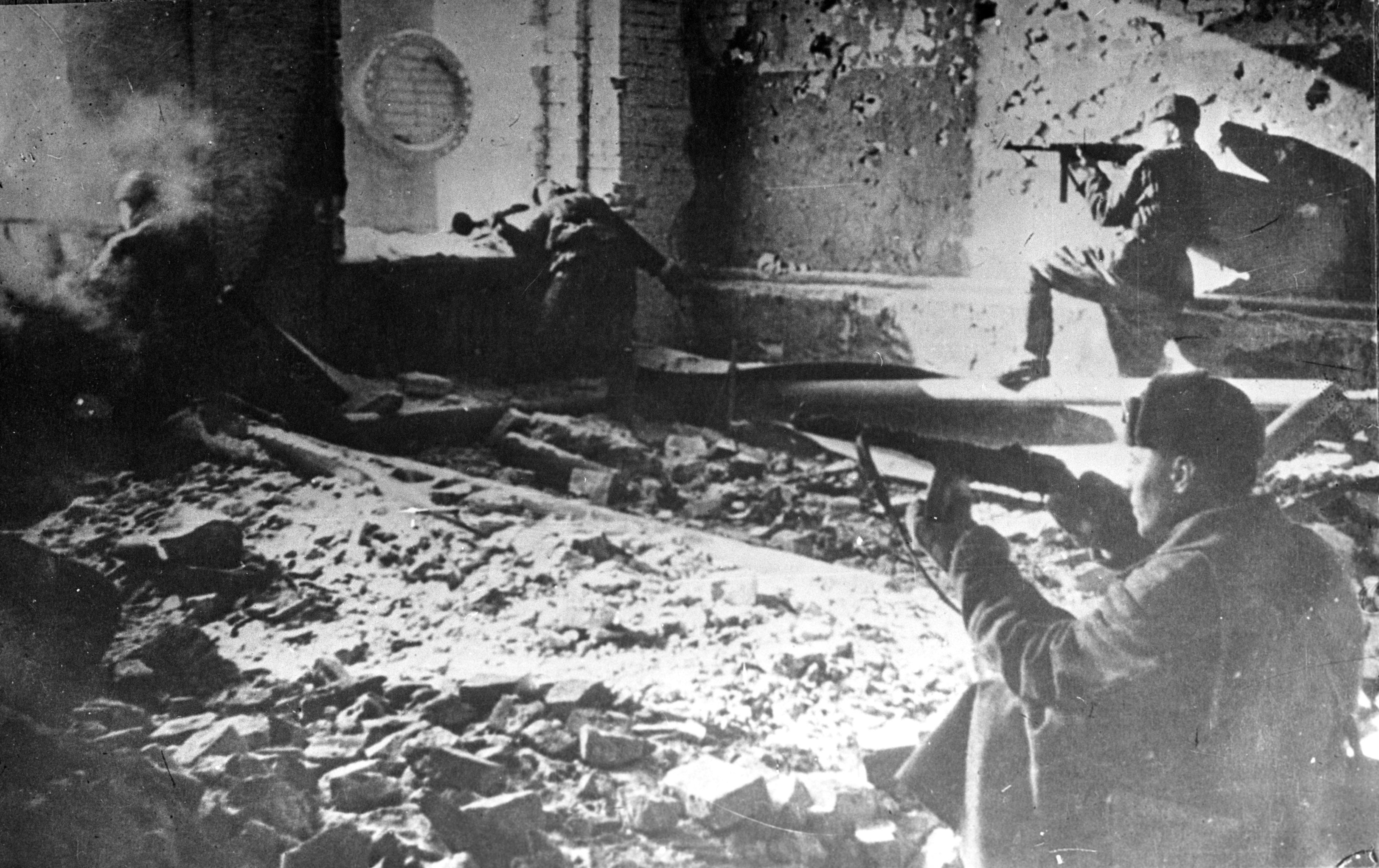
Soldados soviéticos luchando en las ruinas de Stalingrado

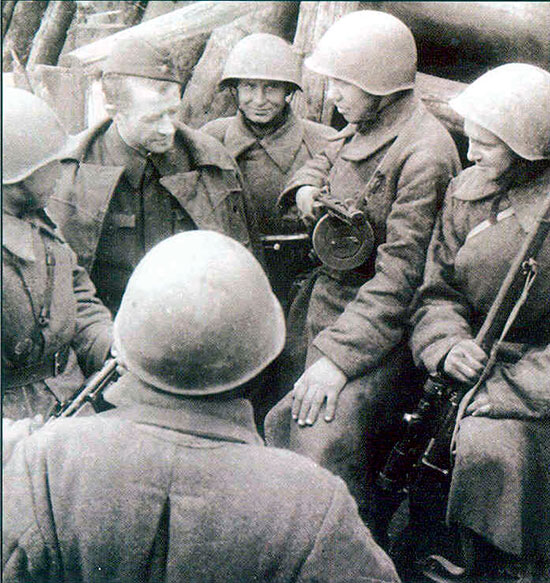
Mayor general Rodimtsev con sus soldados de la 13.ª División de Fusileros Guardias en Stalingrado. 1942

El 13 de septiembre, el Generaloberst alemán Friedrich Paulus, comandante del 6.º Ejército, lanzó una ofensiva general sobre las posiciones soviéticas en la ciudad, la ofensiva se desarrolló en dos pinzas, una desde el oeste con tres divisiones de infantería y otra desde el sur con cuatro divisiones (dos de ellas panzers). El objetivo de Paulus era tomar la zona central de la ciudad, incluida la colina Mamáyev Kurgán y la principal estación de tren de la ciudad, y luego abrirse paso hasta el Volga y ocupar el embarcadero.
En los siguientes días, y a pesar de la enorme resistencia de las diezmadas divisiones soviéticas, los alemanes consiguen avanzar lentamente en dirección hacia el Volga, ocupan la estación de tren (que cambiaría de manos varias veces en los siguientes días), el elevador de grano, la colina Mamáyev Kurgán, y se acercan peligrosamente al embarcadero del Volga, el principal punto de desembarco de refuerzos soviéticos.
En ese momento crítico de la batalla es cuando Aleksandr Rodímtsev y su división llegan a la ciudad de Stalingrado. Nada más desembarcar Rodímtsev se dirige al cuartel general de Vasili Chuikov, comandante del 62.º Ejército, encargado de la defensa de la ciudad. Cuando llegó, Chuikov, le ordenó que dos regimiento de su división debían reforzar las posiciones soviéticas en el centro de la ciudad y el otro regimiento debía recuperar la colina Mamáyev Kurgán y conservarla a cualquier precio, a la pregunta de Chuikov de si el general había entendido sus órdenes, él respondióː «Soy un comunista, no tengo la menor intención de abandonar la ciudad»  Inmediatamente después regreso al muelle, y bajo sus instrucciones, la división rápidamente entró en combate.
Se estima que más de la mitad de la primera oleada pereció durante el cruce del río, más de 3000 murieron en solo las primeras 24 horas. Finalmente, después de pérdidas extremadamente importantes en ambos lados, el avance alemán fue repelido. Los soldados de Rodimtsev aseguraron el principal embarcadero del Volga para los otros regimientos de la división. El día 16 recuperaron la colina y se atrincheraron para una larga batalla. Los alemanes fueron incapaces de conquistar la colina Mamáyev Kurgán que se convertirá en tierra de nadie durante el resto de la batalla.
En octubre, la 13.º División de Fusileros de la Guardia de Rodimtsev había sido tan duramente castigada en la colina y en el centro de la ciudad, que los supervivientes fueron trasladados a la orilla del Volga, alrededor del principal muelle de desembarco, un sector relativamente tranquilo. De los 10.000 soldados con que contaba la división al principio de la batalla, solo 320 verían el fin de la batalla el resto resultó muerto o herido. Los pocos supervivientes juraban que su determinación «fluía de Rodimtsev». Ellos también hicieron la promesaː «No hay tierra para nosotros más allá del Volga».

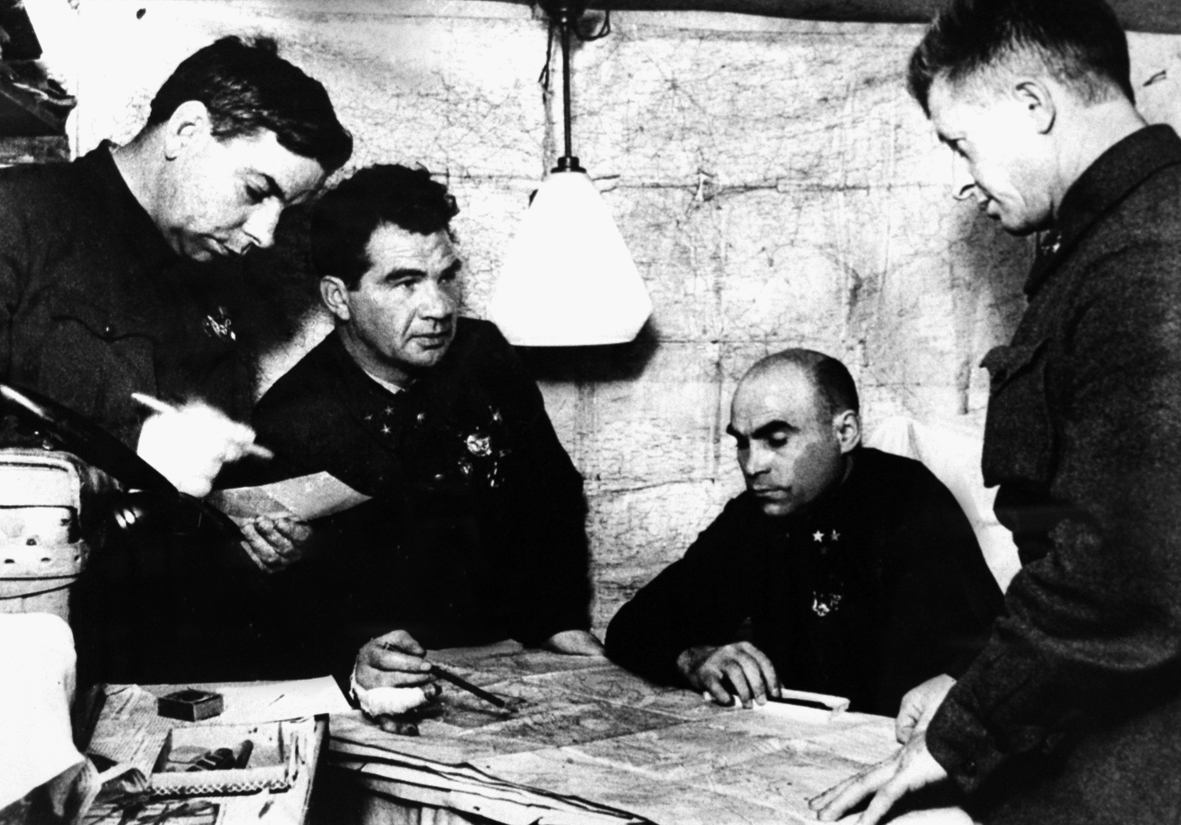
Aleksandr Rodímtsev (primero por la derecha) en el cuartel general de Chuikov durante la Batalla de Stalingrado

#### Final de la guerra
En 1943 después de la batalla de Stalingrado, el mayor general Rodímtsev fue nombrado comandante del 32.º Cuerpo de la Guardia que incluía la 13.ª División de Fusileros de la Guardia, la 66.ª División de Fusileros de la Guardia y la 6.ª División aerotransportada. El 32.º Cuerpo de la Guardia fue incluido en el 5.º Ejército de la Guardia, al mando del teniente general Alekséi Zhadov, con dicho cuerpo de ejército participó en la Batalla de Kursk (julio-agosto de 1943) y en la batalla por el Dnieper (agosto-diciembre de 1943). Participó también en la Ofensiva Leópolis-Sandomierz (julio-agosto de 1944), en la Ofensiva del Vístula-Óder (enero-febrero de 1945), en la batalla de Berlín (abril-mayo de 1945) y finalmente en la batalla de Praga (mayo de 1945).
Por decreto del Presídium del Sóviet Supremo de la URSS del 2 de junio de 1945, el teniente general Alexandr Ilich Rodimtsev recibió la segunda medalla de la Estrella de Oro de Héroe de la Unión Soviética, por su hábil liderazgo de las tropas durante el cruce del río Oder el 25 de enero de 1945, en el área del asentamiento de Linden (Polonia).
Según Antony Beevor «Rodímtsev pertenece a esa pequeñísima minoría de personas que pueden decir sin faltar a la verdad que se ríen del peligro»

### Posguerra
En mayo de 1946, fue enviado a estudiar en los Cursos Académicos Superiores en la Academia Militar Superior Voroshilov, después de graduarse, en marzo de 1947, fue nombrado comandante del 11.º Cuerpo de Fusileros de la Guardia, en febrero de 1951, para el puesto de comandante asistente de las tropas del Distrito Militar de Siberia Oriental, y desde junio de 1953 se desempeñó como asesor militar principal del Ejército Popular de Albania y agregado militar en la Embajada de la URSS en Albania.
Desde julio de 1956, estuvo a disposición de la Dirección Principal de Personal del Ministerio de Defensa de la URSS y en noviembre del mismo año fue nombrado para el cargo de primer subcomandante del Distrito Militar del Norte, en mayo de 1960, para el puesto de comandante y miembro del Consejo Militar del 1.er Ejército de Guardias (Distrito Militar de Kiev), y en marzo de 1966, como consultor militar del Grupo de Inspectores Generales del Ministerio de Defensa de la URSS.
Murió en Moscú el 13 de abril de 1977 y fue enterrado en el cementerio Novodévichi (sección 9) de la capital moscovita.

## Promociones
- Mayor (1937)
- Coronel (1941)

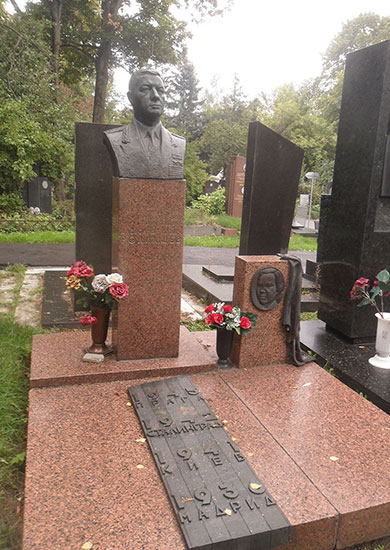
Tumba del coronel general Aleksandr Rodímtsev en el cementerio Novodevichy. Moscú.

- Mayor general (21 de mayo de 1942)
- Teniente general (17 de enero de 1944)
- Coronel general (9 de mayo de 1961)[8]

## Condecoraciones
Aleksandr Rodímtsev recibió las siguientes condecoraciones:
Unión Soviética
- Héroe de la Unión Soviética, dos veces (22 de octubre de 1937; 2 de junio de 1945);
- Orden de Lenin, tres veces (22 de octubre de 1937, 1952, 10 de marzo de 1965);
- Orden de la Revolución de Octubre (7 de marzo de 1975);
- Orden de la Bandera Roja, cuatro veces (21 de junio de 1937, 1937, 27 de diciembre de 1941, 1947);
- Orden de Bogdán Jmelnitski de 1.er grado (23 de septiembre de 1944);
- Orden de Suvórov de 2.º grado, dos veces (27 de agosto de 1943, 22 de febrero de 1944);
- Orden de Kutúzov de 2.º grado (31 de marzo de 1943);
- Orden de la Estrella Roja, dos veces (31 de marzo de 1944, 3 de noviembre de 1944);
- Medalla Conmemorativa por el Centenario del Natalicio de Lenin «Al Valor Militar»
- Medalla por la Defensa de Stalingrado
- Medalla por la Defensa de Kiev
- Medalla por la Liberación de Praga
- Medalla por la Victoria sobre Alemania en la Gran Guerra Patria 1941-1945
- Medalla Conmemorativa del 20.º Aniversario de la Victoria en la Gran Guerra Patria de 1941-1945
- Medalla Conmemorativa del 30.º Aniversario de la Victoria en la Gran Guerra Patria de 1941-1945
- Medalla de veterano de las Fuerzas Armadas de la URSS
- Medalla del 20.º Aniversario del Ejército Rojo de Obreros y Campesinos
- Medalla del 30.º Aniversario de las Fuerzas Armadas de la URSS
- Medalla del 40.º Aniversario de las Fuerzas Armadas de la URSS
- Medalla del 50.º Aniversario de las Fuerzas Armadas de la URSS

Otros Países
- Orden del León Blanco (Checoslovaquia)
- Cruz de la Guerra de Checoslovaquia (1939-1945)
- Orden de la Cruz de Grunwald (Polonia)
- Medalla por el Oder, Neisse y el Báltico (Polonia)

## Ensayos y artículos
Es autor de varios libros y artículos sobre su experiencia en la Segunda Guerra Mundial
- Rodímtsev A.I. ¡Tuyos, Patria, hijos! - Kiev: Editorial Política Estatal de la RSS de Ucrania, 1962.-- 274 p.
- Rodímtsev A.I. Tuyo, Patria, hijos. - Kiev: Me alegro. Escritor, 1966.- 381 p.
- Rodímtsev A.I. Bajo el cielo de España (ruso). - Rusia soviética, 1968.- 312 p.
- Rodímtsev A.I. En la última frontera (ruso).
- Rodímtsev A.I. Gente de hazaña legendaria (ruso). - DOSAAF, 1964.-- 134 p.
- Rodímtsev A.I. A orillas del Manzanares y el Volga. - Petrozavodsk: editorial de libros de Carelia, 1966.- 276 p.
- Rodímtsev A.I. Los guardias lucharon hasta la muerte (ruso). - M.: DOSAAF, 1969.-- 192 p. - 100.000 copias
- Rodímtsev A.I. ¡Levántate, vive! - Moscú: Literatura infantil, 1971. - 64 p.
- Rodímtsev A.I. Voluntarios-internacionalistas. - Sverdlovsk: Editorial de libros de los Urales medios, 1976. - 182 p.
- Rodímtsev A.I. Tuyo, Patria, Hijos (ruso) / Registro literario de Peter Severov. - Kiev: Editorial de Literatura Política de Ucrania, 1982. - 360 p. - (Memorias). - 215.000 copias
- Rodímtsev A.I. Mashenka de Mousetrap (ruso) / Registro literario de P.F. Severov. - Volgogrado: editorial de libros Nizhne-Volzhsky, 1970.-- 77 p.